# Weltflüchtlingstag
Der Weltflüchtlingstag ist ein von den Vereinten Nationen eingerichteter Aktionstag, der seit 2001 am 20. Juni stattfindet.

## Geschichte des Weltflüchtlingstags
Bereits vor 2001 hatten viele Länder ihre eigenen nationalen Flüchtlingstage begangen. Die einzelnen Bischofskonferenzen legten zum Teil andere Tage fest, so in Lateinamerika den 12. Oktober, den Tag der Eroberung Amerikas. Am 4. Dezember 2000 erklärte die UN-Generalversammlung mit der Resolution 55/76 zum bevorstehenden 50. Jahrestag der Gründung des UNHCR den 20. Juni zum Weltflüchtlingstag. Die Wahl fiel auf dieses Datum, da der 20. Juni zuvor in etlichen Ländern bereits Afrika-Flüchtlingstag gewesen war.
Jährlich zum Weltflüchtlingstag veröffentlicht der UNHCR einen Jahresbericht. Diesem zufolge befanden sich im April 2025 über 121 Millionen Menschen auf der Flucht, gut zwei Millionen mehr als ein Jahr zuvor. Insgesamt hat sich die Zahl der Menschen auf der Flucht zwischen 2013 und 2025 verdreifacht. Die meisten Menschen flohen 2025 vor Kriegen und großen Konflikten, vor allem im Sudan, in Myanmar und in der Ukraine. Mehr als zwei Drittel der Flüchtlinge weltweit leben in einem direkten Nachbarland. 73 Prozent aller Flüchtlinge haben Schutz in Ländern mit niedrigen oder mittleren Einkommen gefunden. Fast jeder vierte Flüchtling, 23 Prozent, lebt in Staaten, die zu den ärmsten Ländern der Welt gehören.

## Verwandte Gedenktage
Bereits seit 1914 gibt es den Welttag der Migranten (auch Welttag des Migranten und Flüchtlings, Welttag der Migranten und Flüchtlinge; kurz Weltflüchtlingstag), ein jährlich am 19. Januar stattfindender, kirchlicher Gedenktag für Flüchtlinge und Migranten. Er wurde erstmals 1914 von Papst Benedikt XV. mit dem Dekret Ethnografica studia ausgerufen.
Weitere, nur in Deutschland abgehaltene Gedenktage sind der Tag des Flüchtlings im Rahmen der Interkulturellen Woche Ende September sowie ab 2015 der Gedenktag für die Opfer von Flucht und Vertreibung, der zusammen mit dem Weltflüchtlingstag am 20. Juni stattfindet.